# Mahir Çağrı
Mahir Çağrı, född 1962, är en turkisk man som blivit internetkändis och internetfenomen. Han blev runt år 1999 uppmärksammad bland annat för sitt sätt att uttrycka sig på knagglig engelska. Frasen "I kiss you" blev särskilt uppmärksammad och var också blivit hans domännamn.
Flera år efter att populariteten lagt sig menade Mahir Çağrı att "Mahir" var en karaktär. Han uppgav att hans verkliga hemsida hackades och att det var den hackade hemsidan som blev uppmärksammadvärlden över.
Hans sida var den mest besökta hemsidan år 2000 enligt Guinness rekordbok[källa behövs].